# Павлинська сільська рада
Павли́нська сільська́ ра́да — колишня адміністративно-територіальна одиниця та орган місцевого самоврядування в Іванівському районі Одеської області. Адміністративний центр — село Павлинка.

## Загальні відомості
Павлинська сільська рада утворена в 1926 році.
- Територія ради: 112,11 км²
- Населення ради: 1 574 особи (станом на 2001 рік)

## Населені пункти
Сільській раді  були підпорядковані населені пункти:
- с. Павлинка
- с. Букачі
- с. Василівка
- с. Лізинка
- с. Нові Шомполи
- с. Созонівка
- с. Шаманівка

## Населення
Згідно з переписом 1989 року населення сільської ради становило 1673 особи, з яких 757 чоловіків та 916 жінок.
За переписом населення 2001 року в сільській раді мешкала 1571 особа.

### Мова
Розподіл населення за рідною мовою за даними перепису 2001 року:
| Мова       | Відсоток |
| ---------- | -------- |
| українська | 85,71 %  |
| російська  | 10,8 %   |
| молдовська | 2,73 %   |
| вірменська | 0,32 %   |
| болгарська | 0,25 %   |
| білоруська | 0,13 %   |
| гагаузька  | 0,06 %   |

## Склад ради
Рада складалася  з 16 депутатів та голови.
- Голова ради: в.о. Козакова Олена Іванівна
- Секретар ради: Козакова Олена Іванівна

### Керівний склад попередніх скликань
| Прізвище, ім'я, по батькові   | Основні відомості                                                          | Дата обрання | Дата звільнення |
| ----------------------------- | -------------------------------------------------------------------------- | ------------ | --------------- |
| Александров Віктор Степанович | Сільський голова, 1952 року народження, член Соціалістичної партії України | 26.03.2006   | 27.02.2009      |
| Мельничук Іван Тихонович      | Сільський голова, 1949 року народження, безпартійний                       | 02.08.2009   | 31.10.2010      |
| Борінський Микола Андрійович  | Сільський голова, 1952 року народження, освіта вища, безпартійний          | 31.10.2010   | 2018            |

Примітка: таблиця складена за даними сайту Верховної Ради України
Рішенням сільської ради від 21.06.2018 депутати підтримали заяву сільського голови Борінського Миколи Андрійовича щодо складання повноважень сільського голови з а станом здоров'я. З 21 червня 2018 року по 3 грудня 2020 року виконувала обов'язки  сільського голови , секретар сільради- Козакова Олена Іванівна.

### Депутати
За результатами місцевих виборів 2010 року депутатами ради стали:

#### За суб'єктами висування
| Суб'єкт висування                                       | Кількість обраних депутатів | %    |
| ------------------------------------------------------- | --------------------------- | ---- |
| Партія регіонів                                         | 9                           | 56,3 |
| Політична партія Всеукраїнське об'єднання «Батьківщина» | 3                           | 18,8 |
| Народна партія                                          | 2                           | 12,5 |
| Самовисування                                           | 2                           | 12,5 |

#### За округами
| № округу                                                | Прізвище, ім'я, по батькові   | Дата визнання обраним | Освіта             | Партійна приналежність | Відомості про обраного депутата                  |
| ------------------------------------------------------- | ----------------------------- | --------------------- | ------------------ | ---------------------- | ------------------------------------------------ |
| Народна Партія                                          |                               |                       |                    |                        |                                                  |
| 12                                                      | Черкасов Ігор Володимирович   | 01.11.2010            | середня            | член Народної партії   | пенсіонер                                        |
| 15                                                      | Букач Василь Васильович       | 01.11.2010            | середня спеціальна | член Народної партії   | КСП «Мир», завідувач складу ПММ                  |
| Партія регіонів                                         |                               |                       |                    |                        |                                                  |
| 1                                                       | Коваленко Валентин Вікторович | 01.11.2010            | середня            | член Партії регіонів   | тимчасово не працює                              |
| 4                                                       | Стаднійчук Віктор Михайлович  | 01.11.2010            | вища               | член Партії регіонів   | фермерське господарство «Росток», голова         |
| 6                                                       | Кисляк Михайло Степанович     | 01.11.2010            | середня спеціальна | член Партії регіонів   | СП «Павоинка», бригадир тракторної бригади       |
| 7                                                       | Христюк Тетяна Андріївна      | 01.11.2010            | вища               | член Партії регіонів   | Павлинська сільська рада, секретар ради          |
| 8                                                       | Фринак Василь Михайлович      | 01.11.2010            | середня            | член Партії регіонів   | тимчасово не працює                              |
| 9                                                       | Калюжний Віктор Степанович    | 01.11.2010            | середня            | член Партії регіонів   | СП «Вікторія», тракторист                        |
| 10                                                      | Окорокова Людмила Василівна   | 01.11.2010            | середня спеціальна | член Партії регіонів   | станція Чорноморська, чергова                    |
| 13                                                      | Сливка Микола Іванович        | 01.11.2010            | вища               | член Партії регіонів   | станція Чорноморська, начальник                  |
| 16                                                      | Круковський Роман Леонідович  | 01.11.2010            | середня            | член Партії регіонів   | пенсіонер                                        |
| Політична партія Всеукраїнське об'єднання «Батьківщина» |                               |                       |                    |                        |                                                  |
| 2                                                       | Козакова Олена Іванівна       | 01.11.2010            | середня            | позапартійна           | Павлинська сільська рада, начальник ВОС          |
| 5                                                       | Агуца Алла Володимирівна      | 01.11.2010            | середня спеціальна | позапартійна           | Павлинське поштове відділення, завідувачка       |
| 11                                                      | Зорич Юлія Федорівна          | 01.11.2010            | середня спеціальна | позапартійна           | Одеська залізниця, старший приємоздавальник      |
| Самовисування                                           |                               |                       |                    |                        |                                                  |
| 3                                                       | Литовченко Андрій Андпійович  | 01.11.2010            | вища               | позапартійний          | Одська залізниця, военізована охорона, охоронець |
| 14                                                      | Поліщук Сергій Миколайович    | 01.11.2010            | середня            | позапартійний          | станція Чорноморська, маневровий диспетчер       |